# Kanton L'Isle-Jourdain (Gers)
L'Isle-Jourdain is een kanton van het Franse departement Gers. Het kanton maakt deel uit van het arrondissement Auch. Met zijn 15.614 inwoners in 2019, is het het meest bevolkte kanton van het departement.

## Gemeenten
Het kanton L'Isle-Jourdain omvatte tot 2014 de volgende 14 gemeenten:
- Auradé
- Beaupuy
- Castillon-Savès
- Clermont-Savès
- Endoufielle
- Frégouville
- Giscaro
- L'Isle-Jourdain (hoofdplaats)
- Lias
- Marestaing
- Monferran-Savès
- Pujaudran
- Razengues
- Ségoufielle

Door de herindeling van de kantons bij decreet van 26 februari 2014, met uitwerking op 22 maart 2015, werd het kanton herleid tot volgende 10 gemeenten :
- Auradé
- Clermont-Savès
- Endoufielle
- Frégouville
- L'Isle-Jourdain (hoofdplaats)
- Lias
- Marestaing
- Monferran-Savès
- Pujaudran
- Ségoufielle